# Mohammad Mirmohammadi

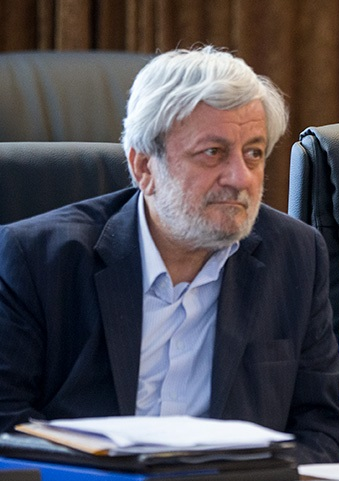
Mohammad Mirmohammadi

Mohammad Mirmohammadi  (persisch محمد میرمحمدی, * 1948 in Ghom; † 2. März 2020 in Teheran) war ein iranischer Politiker. 

## Leben
Mirmohammadi bekleidete im Laufe seiner politischen Karriere verschiedene Ämter. So gehörte er dem Zentralkomitee der Islamisch-Republikanischen Partei an, war Stabschef der Präsidenten Ali Chamenei und Ali Akbar Hāschemi Rafsandschāni und fungierte als Generalsekretär der Islamischen Zivilisation Partei. Von 2000 bis 2008 war er Abgeordneter im Madschles, dem iranischen Parlament. Ab August 2017 gehörte er dem Schlichtungsrat an.
Der iranische Geistliche Ayatollah Shobeiri Zanjani war sein Onkel mütterlicherseits.
Mirmohammadi starb Anfang März 2020 während der COVID-19-Pandemie in Iran an den Folgen einer SARS-CoV-2-Infektion in einem Teheraner Krankenhaus. Seine Mutter war bereits ein paar Tage zuvor an derselben Krankheit gestorben.